# Jake Stamenkovic
Jake Stamenkovic (Leiden, 31 maart 1999) is een rugbyspeler die uitkomt voor het Nederlandse rugbybond sinds zijn zestiende jaar. Zijn positie is prop. Dit is hij dan ook altijd geweest.

## Rugbycarrière
Op zijn tiende is hij begonnen met rugby bij L.R.C. DIOK als prop. Hier speelt hij tot op heden. Vanaf zijn zestiende werd hij voor het eerst geselecteerd voor het Nederlands team u17 en stroomde zo door. Op zijn achttiende maakte hij relatief vroeg zijn debuut voor het eerste van DIOK. Aan het einde van het seizoen daarop maakte hij ook direct zijn debuut bij het Nederlands team. Tot op heden speelt hij hier nog.

## Privéleven
Stamenkovic woonde in zijn jonge jaren in Oegstgeest. Hij heeft HAVO afgerond en begon daarna direct aan fysiotherapie. Hier is hij mee gestopt en ging de online-marketingwereld in. Vanaf november 2021 tot 2024 was hij daarin fulltime werkzaam.